# Ablerus clisiocampe
Ablerus clisiocampe – gatunek błonkówki z nadrodziny bleskotek i rodziny Azotidae.

## Boiologia i ekologia
Gatunek ten jest parazytidem. Atakuje on m.in. jaja północnoamerykańskich motyli z gatunków Malacosoma americanum i Malacosoma disstria należących do rodziny barczatkowatych.